# Minortrophon
Minortrophon là một chi ốc biển, là động vật thân mềm chân bụng sống ở biển thuộc họ Muricidae, họ ốc gai.

## Các loài
Các loài thuộc chi Minortrophon bao gồm:
- Minortrophon crassiliratus (Suter, 1908)[2]
- Minortrophon priestleyi (Hedley, 1916)[3]